# Nicolas Eugène Géruzez
Nicolas Eugène Géruzez, född den 6 januari 1799 i Reims, död den 29 maj 1865 i Paris, var en fransk litteraturhistoriker.
Géruzez blev 1833 professor i litteratur vid Sorbonne och 1852 sekreterare i filosofiska fakulteten. Utom en mängd skolböcker utgav han bland annat Histoire de l'éloquence politique et religieuse en France au XIV:e, XV:e et XVI:e siècle (1837-38), Essais d'histoire littéraire (1839; 3:e upplagan 1863), Nouveaux essais d'histoire littéraire (1845), Histoire de la littérature française depuis ses origines jusqu'à la revolution (1852; 15:e upplagan 1882), hans främsta arbete, och Histoire de la littérature française pendant la revolution (1858; 6:e upplagan 1877). Efter hans död utkom ett band Mélanges et pensées (1866).